# Krokodýl kubánský
Krokodýl kubánský (Crocodylus rhombifer) je endemitní druh krokodýla, který žije pouze na Kubě ve Střední Americe na poloostrově Zapata a na Mládežnickém ostrově. Tyto dvě lokality mají celkovou rozlohu 650 km2, což je nejmenší krokodýlí areál na Zemi.
Jedná se o nejagresivnější druh krokodýla.
Živí se měkkýši, rybami (mladá zvířata) a v případě dospělých jedinců také savci a ptáci. Mají dlouhé nohy, které využívají na souši. Jsou jedněmi z mála krokodýlů, kteří se pohybují mrštně i po souši. Dokáží vyvinout rychlost až 19 km/h na vzdálenost 20–25 metrů. Proto se jejich úlovkem stávají také prasata či toulaví psi.
Vyskytuje se zejména v nížinných bažinatých oblastech. Přirozené prostředí však ubývá. Na Kubě se začal křížit s krokodýlem americkým. Vznikají kříženci větších rozměrů než oba původní druhy, a tak krokodýlu kubánskému hrozí vyhubení. Udává se, že populace krokodýlů na Kubě je taková, že 50 % jsou kříženci a o ostatní se dělí kubánský s americkým krokodýlem. Samice krokodýlů kubánských dorůstají délky až 2,5 m a samci do 3,5 m (padesátiletý samec v Bronx Zoo měřil 3,5 m).
Za tři generace poklesl počet krokodýlů kubánských o 80 %. Proto je snahou vytvořit stabilní záložní populaci v lidské péči.

## Chov v zoo
V létě 2020 byl tento druh chován pouze přibližně ve třech desítkách evropských zoo. V rámci Česka se v tu dobu jednalo o dvě specializovaná zařízení a jednu tradiční zoologickou zahradu:
- Zoo Praha
- Krokodýlí zoo Praha
- Krokodýlí zoo Protivín

Od října 2019 vede evropskou plemennou knihu Zoo Praha.

### Chov v Zoo Praha
V roce 2019 byly do Zoo Praha dovezeny dvě samice tohoto druhu (Kalypsó a Sapfó). V roce 2020 pak bylo vybudováno nové chovatelské zázemí poblíž expozice Afrika zblízka. Běžně je nepřístupné, ale zoo od konce července 2020 zavedla možnost speciálních komentovaných prohlídek zařízení. Finance z nich putují na ochranářské projekty zoo.

## Galerie

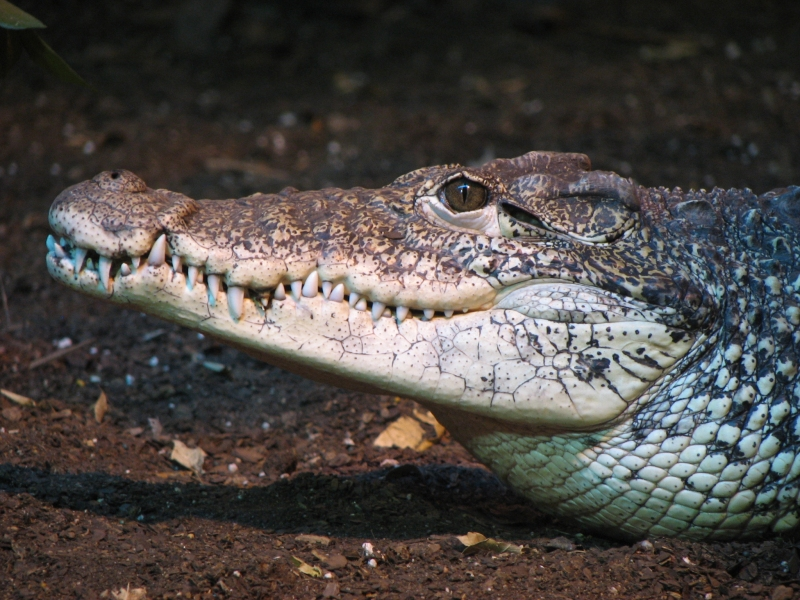
Crocodylus rhombifer
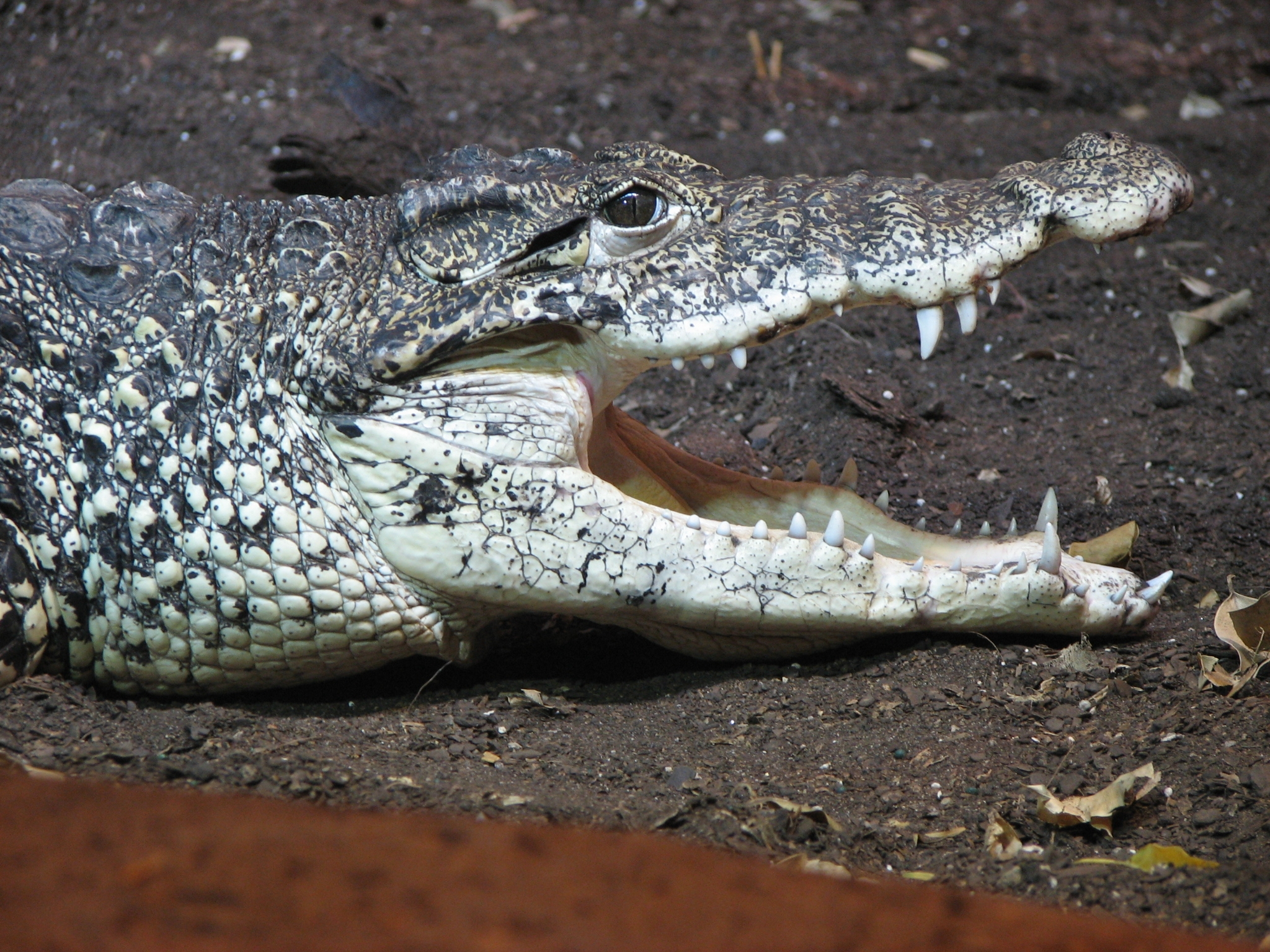
Crocodylus rhombifer
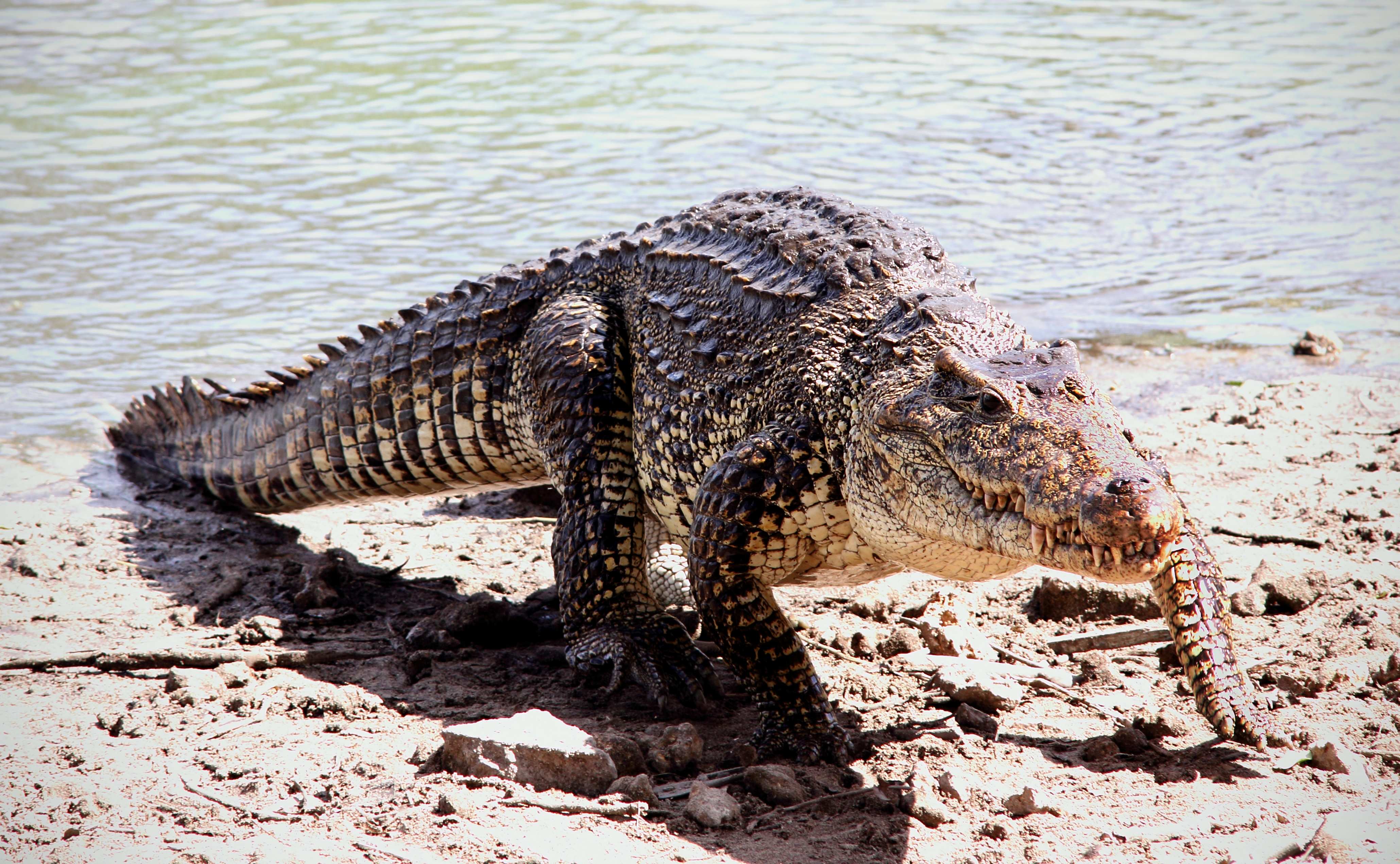
Crocodylus rhombifer
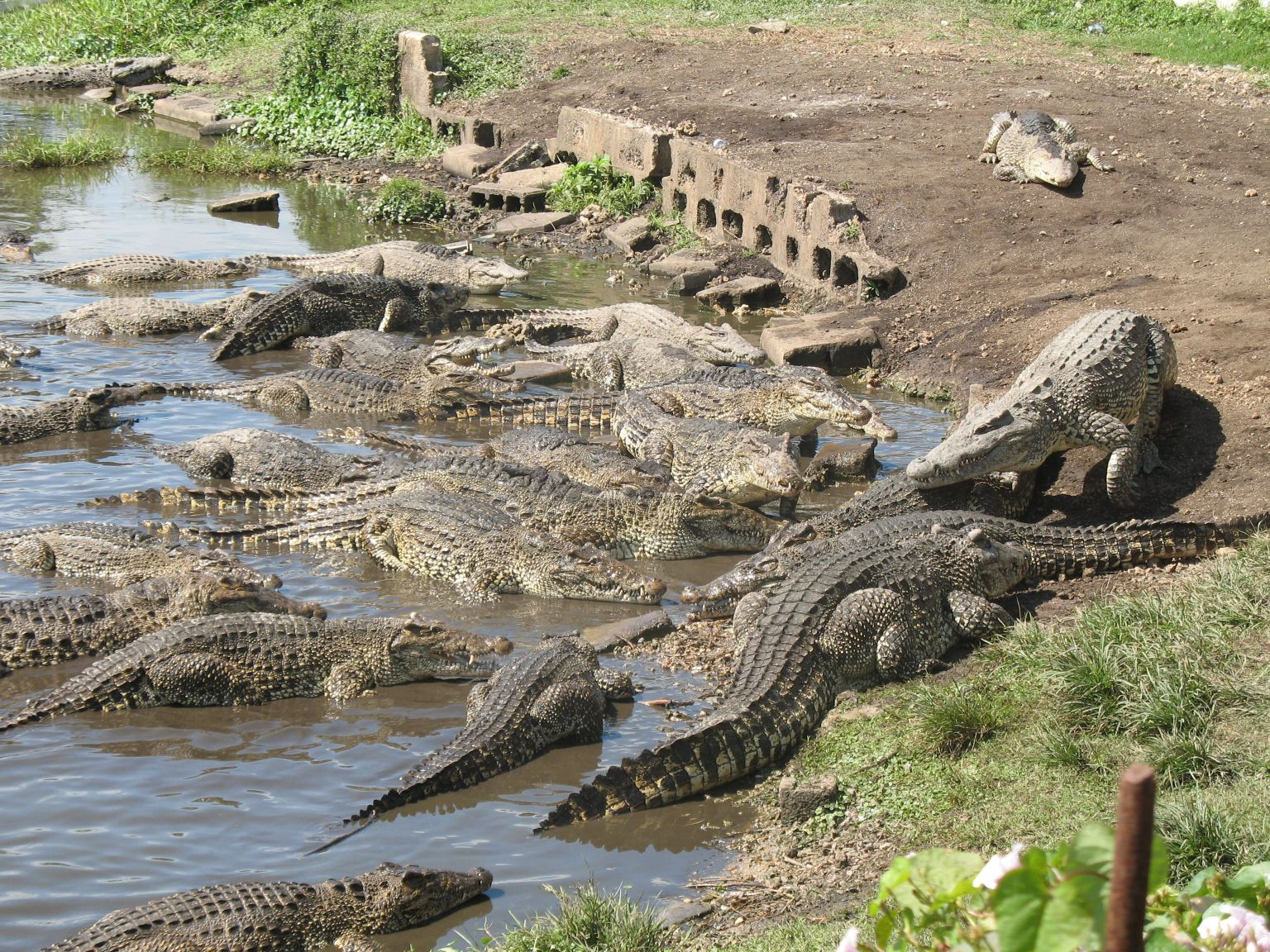
Crocodylus rhombifer
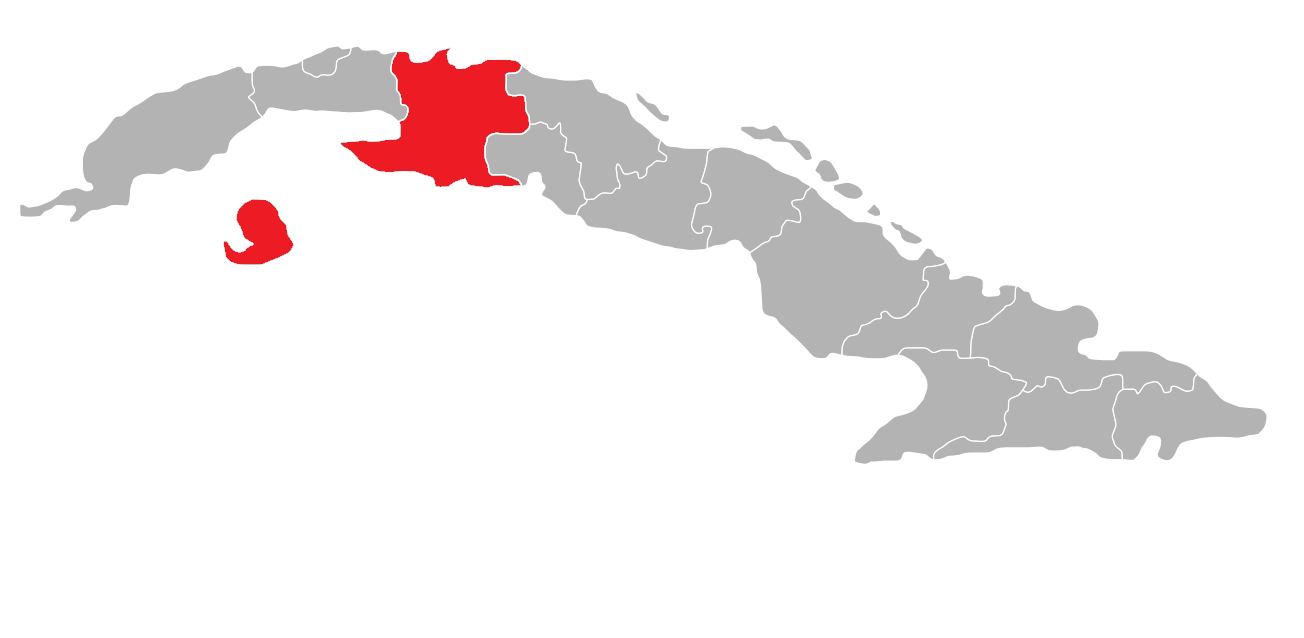
Crocodylus rhombifer